# Sociedade Secreta dos Supervilões
Sociedade Secreta dos Supervilões é um grupo de supervilões da DC Comics.

## Origem
Levando em conta a Crise nas Terras Infinitas, há alguns problemas com a história da Sociedade Secreta. Muito da história deles tem relação entre Terra 1 e Terra 2 (e 3). Nenhuma das aventuras originais do grupo foi explicada em uma história pos-crise. Porém, a segunda encarnação do grupo, liderada pelo Wizard, foi mencionada várias vezes, as quais sugestionam a validez do novo grupo (as histórias deles são interligadas). Também, vários vilões foram refeitos pela Crise, inclusive Luthor, Bizarro, Homem Ângulo e Cheetah (Mulher-Leopardo). E as histórias dos vilões de Batman foram ligeiramente reescritas.
Mas a sociedade Secreta pode ser a que mais se aproxima da formação da Legião do Mal nos Superamigos. A Sociedade original foi secretamente organizada por Darkseid que lhes proporcionou um esconderijo chamado a Fortaleza Sinistra, em São Francisco. Ao longo de sua existência, a Sociedade sofreu de uma luta constante para liderança. Em um lado, Lex Luthor, O Bruxo (Wizard) e Funky Flashman buscaram comandar um time de lacaios de alto-nível. E no outro lado, o clone de Caçador (Manhunter) e Capitão Cometa esperavam transformar o grupo e fazer algum bem. Depois de um pouco de confusão inicial sobre o propósito do grupo, Cometa se tornou o inimigo primário deles.Quando a Sociedade aprendeu do envolvimento de Darkseid, eles se rebelaram. O senhor de Apokolips enviou Mantis e Kalibak para que tentassem frustrar a insurreição.
No final das contas, Manhunter pereceu em uma conflagração, levando Darkseid com ele. Após isto, o grupo se separou, e Luthor e Funky Flashman reuniram suas próprias formações a fim de enfrentar vários her¢is. o Wizard foi triunfante, porém. Ele depôs Flashman e re-formou a Sociedade definitiva com Safira Estrela, Professor Zoom, Arrasa Quarteirão e o Homem Florônico. A história sucessiva deste grupo é suspeitosa na continuidade pos-crise.
Seguindo a formação, eles buscaram viajar para Terra 2, onde os heróis seriam supostamente menos equipados para os derrotar . Ao invés, eles (e Capitão Cometa) foram para a Terra 3, libertando o Sindicato do Crime. eles foram depois para Terra 2 onde eles foram derrotados por Capitão Cometa e Sociedade da Justiça. Enquanto isso na Terra 1, o Espectro Prateado ainda ajuntou sua própria Sociedade para batalhar os Combatentes de Liberdade na Terra X (história pos-crise muito diferente). O grupo do Wizard sobreviveu e escapou para Terra 1 e ameaçar a Liga da Justiça.
A resolução deste caso plantou as sementes de grande discórdia para a Liga. Devido aos vilões terem ganho conhecimento das identidades secretas do membros da Liga, Zatanna concordou em usar sua magia para apagar as memórias dos vilões. (Esta não foi de fato a primeira vez que eles usaram este procedimento Crise de Identidade#3]) Depois disto, Safira Estrela III entrou em coma.
É interessante notar que a Sociedade Secreta dos Supervilões teve sua própria revista nos Estados Unidos, e com histórias tão mirabolantes, me foge a compreensão porque foi cancelada. 
A próxima encarnação da Sociedade Secreta foi organizada pelo Ultra-Humanóide, que estreou num novo corpo: um gorila alterado cirurgicamente. Ele juntou inimigos de ambas a Liga e Sociedade de Justiça. Ele estava inacabado quando ele traiu os vilões mais jovens, e todos eles foram banidos para o Limbo para aguardar julgamento. (JLofA #193-195; nos tempos pre-crise, Limbo era a região entre as Terras paralelas. O conceito não foi explorado no pos-crise). Lá eles encontraram Vulcan, Filho do Fogo que em vez de perecer também tinha sido banido pro Limbo. Com os vilões da Era de Ouro e Vulcan, Ultra estabeleceu contato consigo mesmo de 1942. O poder combinado deles junto com Onda Mental os libertou do Limbo. O Ultra-Humanóide reapareceu em tempos modernos contra a Corporação Infinito, e os outros materializaram-se em 1942. (All-Star Squadron#26) Ultra escapou e continuou a carreira criminosa. Pouco depois da derrota, os vilões em 1942 foram devolvidos ao presente. Onda Mental morreu em seguida ao retorno dele de 1942. Ironicamente, ele morreu enfrentando Ultra-Humanóide para salvar o filho dele (Infinity, Inc. #10). Boneco de Pano foi morto e ressuscitou por Neron. (Starman v.2 #9) O Névoa morreu eventualmente, também. (Starman v.2 o #72) O Pirata Psiquico se tornou um peão do Antimonitor e fez um papel significante durante a Crise; ele ficou louco desde então.
Com o passar do tempo, a Sociedade cresceu para incluir dúzias de vilões. Eles formularam um plano contra a Liga da Justiça quando esta foi reformada (fase Grant Morrison). O Caçador de Marte se disfarçou como Onda Mental (que estava falecido) e atraiu os vilões para um lugar onde eles foram presos pela Liga. (Vilões incluiam o Charada, Amos Fortune, Per Degaton, Safira Estrela, a Gangue de Espadas, Solomon Grundy, Pistoleiro, Hector Hammond, Prankster, Arrasa-Quarteirão e Dr. Silvana)

## Formações

### Líderes
- Darkseid
- Lex Luthor
- Funky Flashman
- Wizard
- Capitão Cometa
- Clone do Caçador
- Flash reverso
- Senhor destino
- Tigre de bronze

## Representantes
Os Representantes da Sociedade Secreta de Supervilões, são aqueles que são destacados pelos Líderes. Todas são mulheres. Os representantes são: Tala (DC Comics), Hera Venenosa, Circe (DC Comics), Safira Estrela, Volcana (DC Comics) e Banshee Prateada.

### Membros
- 1ª e 2ª formação: Darkseid, Lex Luthor (pré-Crise, relações atuais com o grupo são desconhecidas), Sinestro, Hera Venenosa, Capitão Frio, Capitão Bumerangue, Gorila Grodd, Mestre dos Espelhos, O Bruxo (Wizard), Professor Zoom, Homem Floronico, Safira Estrela, Arrasa Quarteirão, Mestre da Matéria, Félix Fausto, Homem-Ângulo (inimigo de Mulher-Maravilha, pré-Crise, foi apagado da existencia), Captain Stingaree, Trapaceiro, Mariposa Assassina, O Cascavel, Valete de Espadas, Coringa e Bizarro.

- 3ª formação: Ultra-Humanóide, O Sinaleiro, Nevasca (Killer Frost), O Névoa, Pirata Psiquico, Onda Mental, Boneco de Pano, Mulher-Leopardo, O Monóculo.

### Versão DCAU (Universo DC Animado)
No desenho Liga da Justiça Sem Limites, do Universo DC Animado, o Gorila Grodd formou mais uma Sociedade Secreta.
Segundo Grodd, essa sociedade foi realizada como uma tentativa dos super-vilões se esconderem da Liga da Justiça, que estava poderosa, com aproximadamente 60 heróis. 
- Lex Luthor
- Grodd
- Abelha-Rainha
- Arrasa-Quarteirão
- Banshee Prateada
- Bizarro
- Cavalheiro Fantasma
- Caveira Atômica
- Cheetah
- Cobra Venenosa
- Corsário (DC Comics)
- Dama da Lua
- Doutor Cyber
- Doutor Destino
- Doutor Espectro
- Doutor Polaris
- Dummy
- Eletrocutor
- Estrela Maligna
- Fastball
- Giganta
- Goldface
- Hellgrammite
- Homem-Ângulo
- Homem-Brinquedo
- Javelin
- KGBesta
- Lhama Azul
- Mago do Tempo
- Major Desastre
- Manta Negra
- Massa Negra
- Merlyn
- Mestre dos Espelhos
- Mestre dos Esportes
- Mestre dos Fantoches
- Metallo
- Monóculo
- Nêutron
- Nevasca
- Onda Térmica
- Parasita
- Pé-De-Cabra
- Pensador
- Pescador
- Pião
- Pirata Psíquico
- Quebra-Cabeça
- Raio Vivo
- Rampage
- Safira Estrela
- Sanguinário
- Sinestro
- Sombra
- Sonar
- Tatuado
- The Key
- Tsukuri
- Tubarão
- Volcana

### Universo deInjustice
No game Injustice 2, a Sociedade foi organizada por Grodd a pedido de Brainiac, para auxiliar suas tropas a enfraquecer as defesas da Terra.
- Gorila Grodd
- Espantalho
- Pistoleiro
- Hera Venenosa
- Capitão Frio
- Bane
- Mulher-Leopardo
- Mulher-Gato